# الزواج في كوريا الجنوبية
الزواج في كوريا الجنوبية يشبه الزواج في الغرب، ولكن لديه خصائص فريدة بسبب تأثيرالديانة الكونفوشيوسية على حياة الكوريين في كوريا الجنوبية. ومن الشائع في عادات الكوريين أن يسأل شخص عندما يقابل شخص آخر في سن الزواج إذا كان متزوج أم لا؟

## الزواجفيكوريا
إن الزواج في كوريا قديما لم يكن يعتمد على رغبة المتزوجين فقط بل أيضاً على رغبة العائلة. فإذا أراد شخص الزواج، فعليه أن يأخذ موافقة كبار العائلة. وفي الماضي كان من المحرم الزواج بين الرجل والمرأة إذا كانوا من نفس العائلة أو لديهم نفس النسب الذي يصل إلى نفس الجد (السلف)؛ ونتيجة لذلك المؤثر الثقافي نظم القانون المدني هذا التقليد وفقا لمادة 809 فسمح لزواج الرجال والسيدات من نفس العائلة، ولكن وجدت المحكمة الدستورية الكورية هذا التشريع غير دستوري، فطالبت بتعديل من قبل السلطة التشريعية في قرار لسنة 1997. وعلى الرغم من ذلك وجد خمسة قضاة أن هذا القانون غير دستوري، إلا أن اثنان منهما طالبا بتعديل السلطة التشريعية لهذه المادة، بينما إثنين اخرين عارضوا نتائج هذا القرار، وطالبت المحكمة تعديل الفقرة الأولى -تحديدا- من مادة 809 للقانون المدني الحالي وعقد المزيد من الفصل في هذا الحكم. ولكن مع عدم وجود أي معارضة إضافية لهذا القرار، تم إعلان قرار نهائياً وسمح بالزواج من نفس العائلة.
وممكن تقسيم الزواج في كوريا إلى أربعة اقسام:

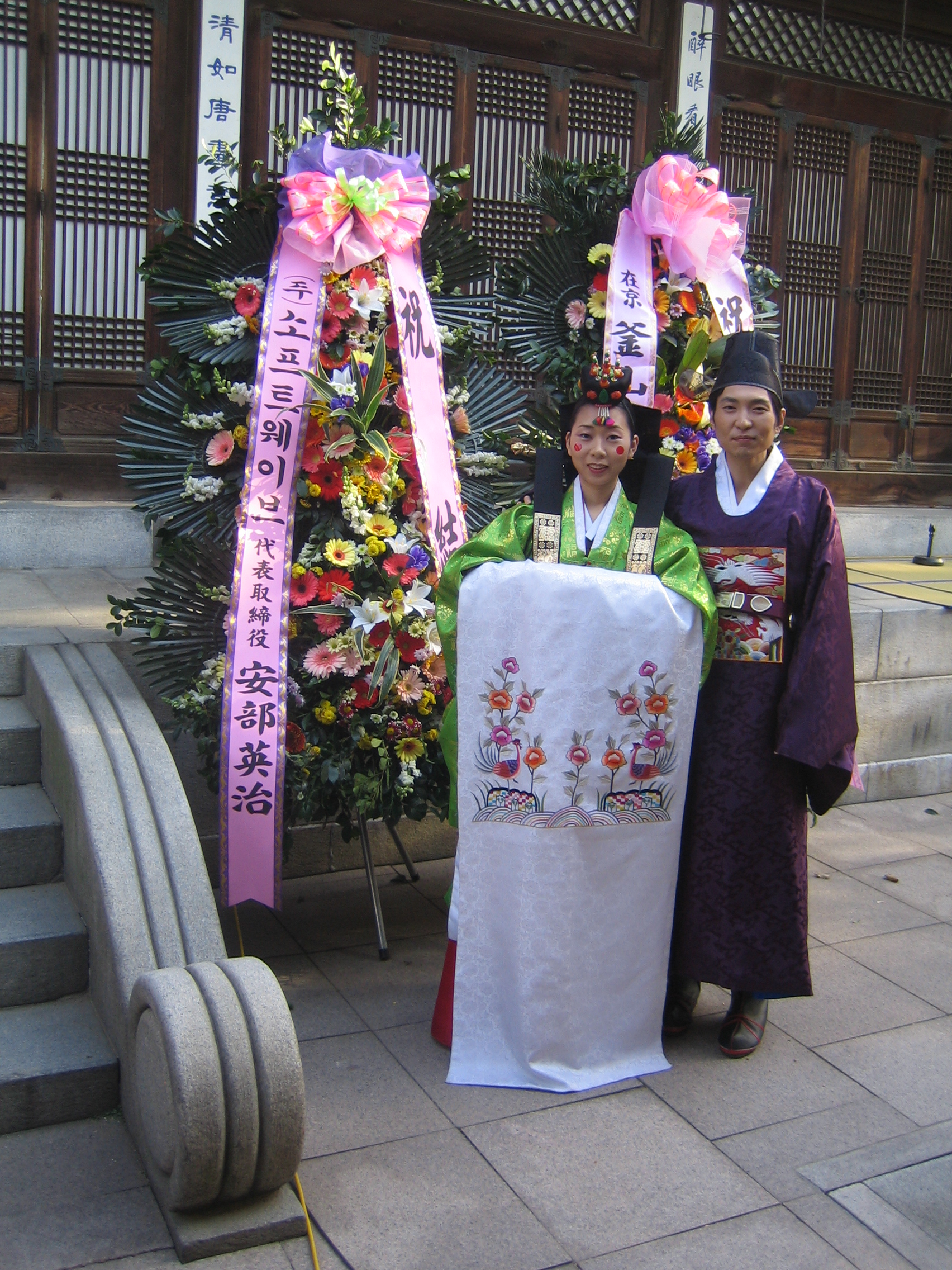
مراسم الزواج في كوريا

1. زواج عن حب
2. زواج مدبر
3. زواج عن طريق وسيط
4. الزواج الثانى

### زواج عنحب
هذا النّوع من الزّواج أصبح سائداً في العقود الأخيرة في كوريا، وهو زواج رجل بامرأة التقوا ووقعوا في الحب دون الذّهاب في لقاءات مُرتّبة أو مدبرة من الأهل أو الاستعانة بمكتب زواج أو ما يشبه ذلك. ففي الغالب يلتقي الاثنان في أماكن العمل، أو الجامعة أو مع بعض الأصدقاء، ولم يُعد في كوريا أن يُحب شخصان بعضهما البعض ويتّفقا على الزواج ويرفض الأهل هذا دون أسباب مُقنعة مثل ما كان يحدث في الماضي.

### زواج مدبر
ومن المُتعارف في كوريا قديماً وحديثاً، أن يتزوج الرجل والمرأة وفقاً لرغبة الأبوين، فيدبر الأبوين من ناحية العروس والعريس موعد ويذهب العروس والعريس إلى هذا الموعد ويتقابلان ويتحدثان معاُ، فاذا وافق الطرفين يتزوجان، ولكن هنا لا يعرف العروس والعريس بعضهما البعض عن طريق الأصدقاء أو العمل أو الجامعة بل عن طريق الأبوين. وهذا النّوع من الزّواج سائد في كوريا لأنّ الزّواج لا يُعد لديهم ارتباط رجل بامرأة فقط بل ارتباط عائلتين ومن الممكن أن يكون السبب من هذا الزواج المنصب والجاه والمال وارتباط العائلات الكبيرة ببعض.
وعلى الرغم من ذلك فمن النادر أن لقاء واحد يؤدي إلى الزواج، وكثيراً لا ينجح الرجل أو المرأة في العثور على الزوج المناسب أو الزوجة المناسبة إلا بعد عشرات القاءات مع مختلف الأفراد.
يتعرف الزوجين عادة لعدة أشهر إلى سنة قبل الزواج الفعلي. ولذلك في كثير من الأحيان يحدث عدم وضوح التمييز بين الزواج المدبر أو الزواج عن «حب»، لأن الزواج المدبر قد يؤدي إلى الحب، ومن المعروف أن هذا النّوع من الزّواج يعطي نتائج أفضل بكثير من الزواج عن حب فقط.

### زواج عن طريقوسيط
أصبحت هذه الزيجات شائعة في كوريا الجنوبية مؤخراً، حيث يذهب الابن أو الابنة بانفسهما أو يذهب أحد الابوين إلى وسيط زّواج عائلات، فيتقدموا إلى الخاطبة، ويعطوا البيانات من تاريخ الأسرة وصفات ابنهما وفي ماذا يرغب ويكره.يقوم وسيط الزواج بتحليل الشخصية الخاصة بهم والتاريخ العائلي لغرض إيجاد شريك الزواج الذي هو متوافق مع الوضع الاجتماعي والحالة المادية. ثمّ يذكر وسيط الزّواج لهما اسم الفتاة المناسبة للزوّاج من الابن.

#### الزواج الثانى
هذا الزّواج أيضًا شائع في كوريا، حيث يتزوّج الشّخص للمرة الثانية بعد فشل الزّواج الأول على سبيل المثال، أو موت أحد الزوجين.
حيث أن عدد هذا الزّواج تزايد من نسبة 16.1% إلى 44,355 في عام 2004 , وتزايد عدد الأفراد الذي يتزوّجون للمرة الثانية إلى الضعف منذ عام 1995.

## طقوسالزفاف التقليدي

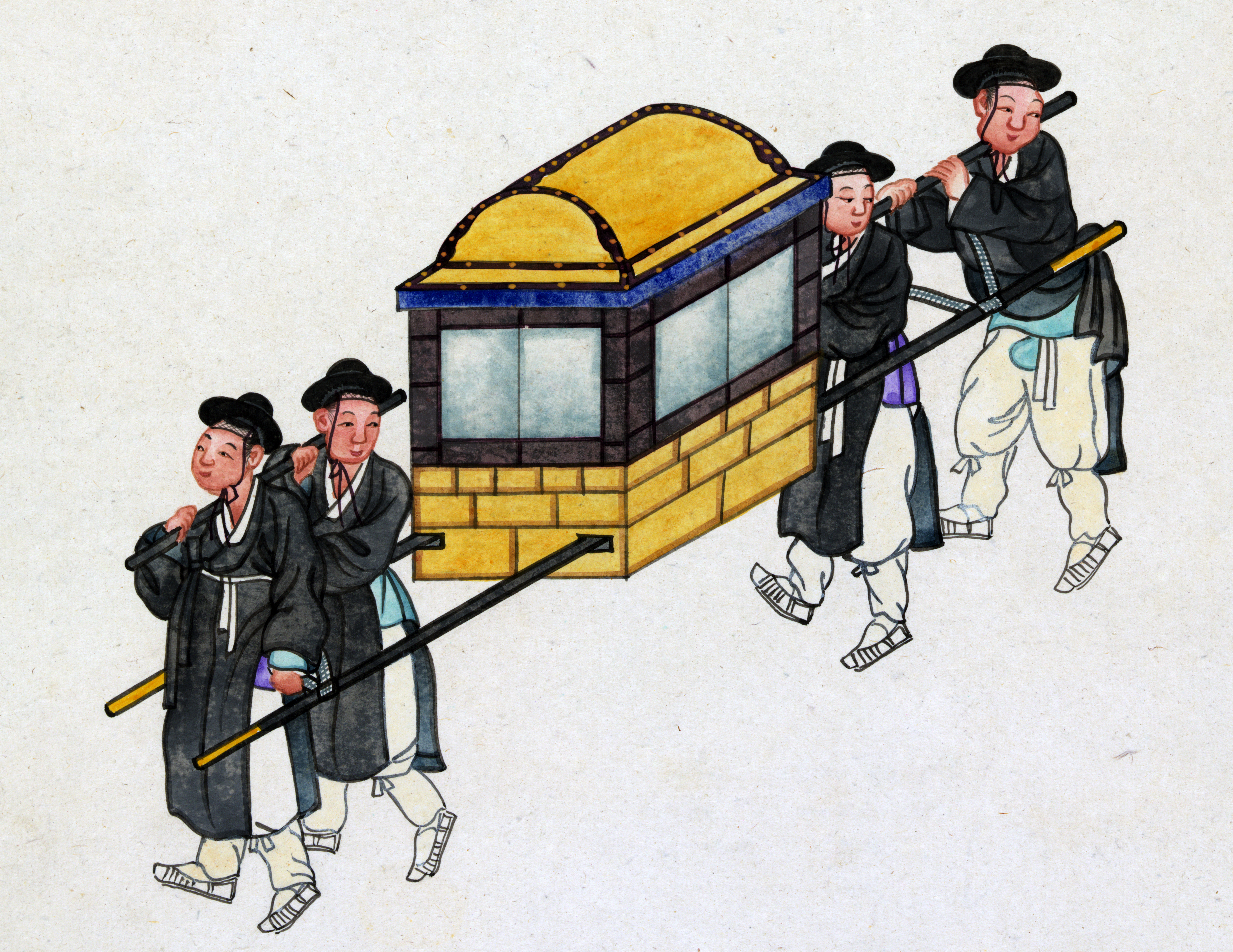
المحفة الكورية سنة 1890

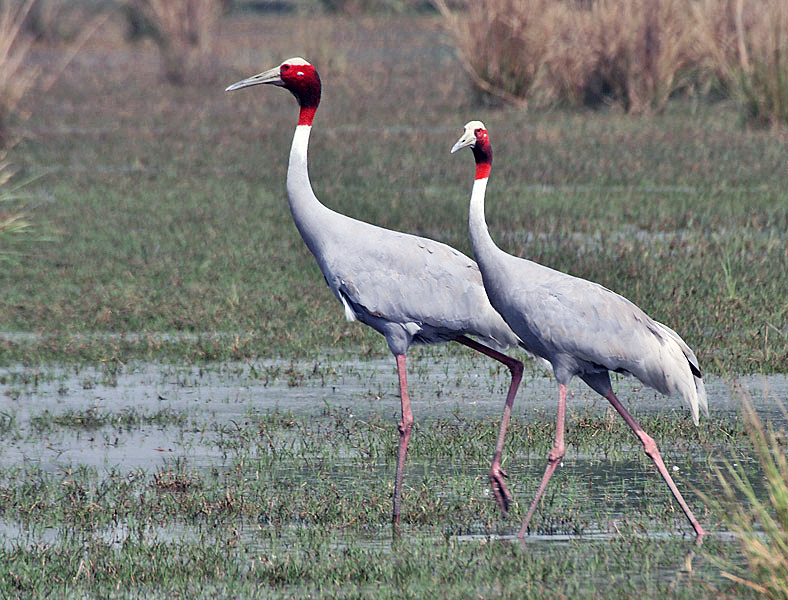
طائرالكركية

الزفاف الكوري التقليدي يتألف من طقوس خاصة. حيث ان كوريا كانت مجتمع يسود فيه الديانة كونفوشيوسية مع مبادئ أخلاقية صارمة التي غالباً ما تفصل بين النساء والرجال؛ ولهذا السبب كان يتم ترتيب الزواج خلال وسيط. عندما ينجح الوسيط في التوفيق بين الزوجين، عائلة العريس ترسل رسالة تنص فيها ثروات العريس إلى عائلة العروس. ثمّ ترد عائلة العروس على هذه الرسالة بتحديد تاريخ الزفاف. ففي العصور القديمة، كان الكوريون يقيمون حفلات الزفاف في ساحة العروس أو المنزل. كان يذهب العريس على حصان إلى بيت العروس وبعد مراسم الزواج يأخذ العروس إلى بيت أهله على كرسى حمال يسمى «جاما 가마». وفي حفلات الزفاف التقليدية يحمل الناس العروس والعريس إلى حفل الزفاف في «جاما 가마» منفصل، بسبب الصعوبات التي تشكلها تضاريس جبلية لشبه الجزيرة الكورية، وعدم وجود طرق مسطحة، وكان يفضل حملهم على عربات ذات عجلات.
ولكن في العصر الحديث بعد تطور التكنولوجيا والعولمة يأخذ العروس والعريس سيارة أجرة لحفل زفافهم. قديما كان يحمل الملوك والأرستقراطيين علي كرسى نقال يسمى «غاما». كانت تستخدم في المقام الأول من قبل الملوك والمسؤولين الحكوميين. كان هناك ستة أنواع من «جاما»، وكانت تعين لمختلف المسؤولين الحكومين. في حفلات الزفاف التقليدية،  كان العروس والعريس يرتدون الزى الرسمي لحفل الزفاف، وكان يسمح للضيوف ارتداء الملابس الفاخرة فقط في يوم زفافهما. وكانت تستخدم الفوانيس لإنارة الطريق من منزل العريس إلى منزل العروس في ليلة قبل الزفاف. فعادة كانت تحمل عائلة العريس «صندوق الزفاف» مليئ بالهدايا لعائلة العروس. وكان يعتبر «االإوز الزفافى» هي رمز لزواج طويل وسعيد. وطائر ال «كركية» رمز للحياة الطويلة ويمكن أن يكون ممثل في وشاح المرأة. وغالبا ما تستخدم أزواج من المنحوتات الخشبية لبطة الماندرين يسمى «البط الزفافى» في مراسم الزفاف التقليدية لأنها تمثل السلام، والإخلاص، وذرية وفيرة، رمزا لوعد العريس أن يكون وفي لعروسه.البط والإوز هي الحيوانات التي هي معروفة للتزاوج مدى الحياة وذلك قديماً، والعريس من شأنه أن يعطي والدة عروسته أوزة حية لتمثيل الإخلاص لها، ولكن الآن تم استبدال أوزة حية من قبل واحدة من الخشب. في الثقافة الكورية تمثل هذه الحيوانات رموز مثالي من الإخلاص ويتم دمجها في حفلات الزفاف.

### صندوق الزفاف التقليدي
هو صندوق ذات غطاء لتخزين ملابس العروس والاجهزة المنزلية الضرورية للزواج ويتم إعدادها من قبل العريس، ويضع العريس في هذا الصندوق مجموعة من الهدايا المتنوعة لجميع أفراد اسرة العروس، وتحمل إلى منزلها. ولكن تاثر كوريا للغرب، سعى الكثير من القابلين على الزواج إلى تحقيق التوازن بين التقاليد القديمة والأساليب المعاصرة.وكما يحاول مخططى حفل الزفاف في كورياوالمتخصصين في الجمع ما بين مراسم حفل الزفاف الحديثة والقديمة. في الوقت المناسب، يدخل الرجل الذي يحمل الصندوق إلى منزل العروسة أولا.في الفناء الامامي يوجد طاولة صغيرة مغطاه بغطاء أحمر حيث يوضع الصندوق. ثم تجلبه الام إلى الغرفة، وتفتح الغطاء، وتتنبأ بمستقبل العروسة.يوجد في هذا الصندوق على أقل فستانين: أحمر وأصفر وعقد الزواج. إذا كانت عائلة العريس ثرية فسوف يوجد أيضا الحلي والخواتم والأقراط والقلائد وأنواع مختلفة من الملابس للمواسم الأربعة. في بعض المناطق سوف تشمل بذور القطن والفلفل الأحمر، والفحم النباتي كرمز للكثير من أبناء والحظ الجيد.

#### زى العروس
وتشمل الملابس النسائية على سترة قصيرة ذات أكمام طويلة مع اثنين من أشرطة طويلة والتي تربط حول تنورة طويلة، عالية الخصر.و حذاء على شكل قارب مصنوع من الحرير، ويتم ارتداؤه مع الجوارب القطنية البيضاء. ويمكن أن تشمل ملابس العروس على وشاح أبيض مع رموز كبيرة أو الزهور. ويمكن أيضا أن ترتديه مع نقش أو تاج.و الهانبوك الذي يتم ارتداءه من قبل كل الطبقات من النساء الكوريات لعدة قرون حتى الآن.

#### زى العريس
يتم ارتداء سترة وبنطلون ومعطف. سترة ذات أكمام فضفاضة، بنطلون واسع، ويربط مع الأشرطة في الكاحلين. ويمكن ارتداء سترة فوق قميص. يمكن أن ترتديه مع قبعة سوداء.

#### اجراءات الزفاف التقليدى
1. ساجودانجا وتسمى بالكورية (사주단자)و تعنى رسالة (خطاب) إلى بيت الخطيبة (التي تكتب فيها أربعة أركان العريس):

1.	تاريخ الميلاد (تبعا للسنة القمرية)
2.	, اسم العريس وعائلته بالكامل
3.	, اسم العروس بالكامل
4.	إرسال التاريخ المناسب للزواج.
بعد الاتفاق على الزواج يرسل العريس إلى بيت العروسة موعد التاريخ في ورقة (صفحة)بيضاء كبيرة.#تيك ايل وتسمى بالكورية (택일) وتعنى تحديد التاريخ (اختيار إليوم المناسب): بعد إرسال الخطاب يتم تحديد موعد مناسب الزواج.
1. وى يانج دانجا تسمى بالكورية (의양단자)و تعنى إرسال العريس ملابس الزفاف الرسمية وأيضا مقاس الحذاء.
2. ناببيه تسمى بالكورية (납폐)و تعنى إرسال الحرائر الزرقاء والجمراء لبيت العروسة: يرسل العريس إلى منزل عروسته قبل يوم الزفاف بيوم خطاب الزواج والحرائر وصندوق هدايا الزفاف، في نفس الوقت يرسل اصدقاء العريس صندوق ملئ بالهدايا من العريس لاهل عروسته، ويقوم العروس بفتحه في بيتها.
3. كوسادان وتسمى بالكورية (고사당) اى بعد الخطوبة قبل إرسال الحرائر يختار يوم معين من 1 أو 15 من الشهرالقمري وتختبر أسباب الزواج في ضريح العائلة.
4. شورييه وبالكورية (초례) وتعنى مراسم الزواج: في يوم الزفاف يذهب العريس إلى منزل العروسة ويرسل لوازم الفرح من طعام وملابس و- قد تستمر عادة لمدة 3 أيام، إذا كان هنك وقت كافي تقام باقي المراسم من تعارف العروس لاهل العريس والأقارب ويعود العريس مرة ثانية إلى منزل أهل العروسة ويستضاف لمدة 3 أيام أخرى هناك.
5. هيون جو-جو رى وبالكورية (현구고례) اى تقابل العروس أهل العريس وأقاربه ويعطي أهل العريس الهدايا لها.
6. هي هونرى وبالكورية (해현례, in) عادة طقوس رؤية أو مقابلة العروس لأهل العريس للمرة الأولى وتسمى بالكورية "신부례'•'풀보기" والتي تتضمن ذهاب العروس إلى بيت أهل زوجها لمرة الأولى بعد إتمام مراسم الزواج التي تدوم لمدة 3 أيام. ويصطحب العريس عروسته من بيت أهلها وتسمى " '재행". وذها ب العريس إلى منزل أهل عروسته لاستقبالها والذهاب إلى بيت الزوجية الخاص بهم تسمى "친영". وبعد الانتهاء من تلك المراسم تقام بع حفلة في منزل العروسة مع أصدقاءهم للاحتفال.[12]

#### إشبينة العروس
إشبينة العروس مع العروس. إشبينة العروس هي إحدى صديقات العروس المقربات أو أختها، وعادة ما تكون صغيرة السن، ويتم اختيارها من بين فتيات غير متزوجات وفي سن الزواج. ودورهن هو مساعدة العروس في تحضيرات الزفاف ويوم العرس ويلبسن زي موحد في هذا اليوم.

#### إشبين العريس
في حفل زفاف يكون بجانب العريس. عادة من أصدقاءه أو أحد الأشقاء في كثير من الأحيان.و دورهم ان يحضروا الزفاف ومساعدة العريس للاحتفال.

## حفل الزفاف في كوريا

### حفل الزفاف في العصر القديم
يتم تنفيذ طقوس الزواج في منزل العروس في والتي يتم تحديد الموعد مع مساعدة من كاهن. عندما يحين الوقت لبدء الحفل، العريس، يحمل ممثل أسرة العريس يسمى «سانجيج» أو «الضيف الأهم» صندوق الهدايا يسمى «هام» ورجل يحمل بطة من الخشب. وكان اثنين أو ثلاثة رجال آخرين يذهبون معه إلى قرية العروس.عند وصول العريس في القرية، يخرج العريس إلى الغرفة التي تقع أمام منزل العروس. في هذه الغرفة العريس يرتدى البدلة، ويتضمن قبعة، ومعطفاأزرق مع ضفائر من الأمام والخلف، وحزام، وحذاء اسود.
في الوقت المناسب، يدخل الرجل الذي كان يحمل يدخل منزل العروس أولا. في الفناء الامامي هناك طاولة صغيرة مغطاة بقطعة قماش حمراء يضع صندوق الهدايا. وعلى الأم، أو امرأة مع العديد من الأبناء، جلبه إلى غرفة خشبية متعددة الطوابق، وتفتح غطاء الصندوق، وتتنبأ بمستقبل العروس.
يتبع طقوس الزواج بعد تقديمه. ويبدأالحفل بدخول العريس في باحة مدخل منزل العروس. إذا كان رجل هناك رجل عجوز الذي يعرف عملية الطقوس جيدا، موجود فسوف يقوم بكل الطقوس بصوت عال.عند دخوله يقوم مساعد بجلب البطة الخشبية إلى العريس التي يضعها على الطاولة وينحني بشدة أربع مرات.بينما هو ينحنى تقوم والدة العروس بحمل البطة الخشبية من الطاولة بتنورتها وتأخذها إلى غرفة العروس.ان انحناء العريس إلى البطة الخشبية هي الطقس الأول من طقوس حفل الزواج.ثم ينتقل العريس إلى الناحية الشرقية من طاولة الحفل. يتم وضع الشموع، والأرز، والكستناء، والدجاج الحي، والزجاجات التي تحتوي على الصنوبر وأوراق الخيزران على الطاولة. ترمز هذه العناصر إلى حياة طويلة، متناغمة، وكثير من أبناء والثروة.في بعض المناطق، والأرز، والكعك، والأسماك المجففة، والفواكه وتوضع أيضا على هذه الطاولة.
يجب على العريس أن يتنظر عند الطاولة بعض الوقت حتى تنتهي العروسة من تزيين شعرها. حيث إن تزيين شعرها لا يبدء إلى عند دخول العريس المنزل. ثم تمشي العروس على غطاء أبيض قطني ممتد من غرفتها إلى طاولة الاحتفال. ثم تقف على الجانب الغربي من الطاولة وهي تغطي وجهها بكم ثوبها. .يظل الكورين متمسكين بالكثير من العادات والتقاليد المتعارف عليها. فاحترام الأكبر سنا مهم جدا في الثقافة الكوريه، لدرجه انه غير مقبول ان يذكر شخص من هو أكبر منه سنا باسمه المجرد، حتى وان كان فارق السن لا يجاوز السنة أو الاثنتين. فانه وفقا لتعليمات من الكاهن، يغسل العروس والعريس أيديهم بشكل رمزي. والعروس تنحنى مرتين إلى العريس. ويركع مرة واحدة لها. وتتكرر طقوس التحية مرة أخرى.يتبعه تبادل كؤوس النبيذ. العروس والعريس يشربان كاس الأولى والثانية من النبيذ، وبعد ذلك يصب كوب ثالث ويتبادلوه معا.تلامس العروس الكاس الثالث دون شربه، ولكن يشرب العريس كله. هذا هي طقوس تبادل النبيذ.
بعد الحفل، تذهب العروس إلى غرفة داخلية. ويذهب العريس إلى غرفة أخرى أو نفس الغرفة مع العروس.بعد الحفلة يغير العريس ثوب الاحتفال ويرتدي الملابس العادية، التي صنعت أو أعطيت له من قبل أسرة العروس. العريس وممثل أسرة العريس يستقبلون الموائد الكبيرة. لكن لا يتم لمس الأطعمة على الموائد الكبيرة بل ترسل إلى أسرة العريس الذين لم يحضروا الحفل، حتى يستطيعوا تجربة المذاق والمهارة من أقاربهم.ثم يغادرالضيوف وغيرهم من الأشخاص الذين رافقوا العريس، ولكن من دون العريس الذي يمضي ليلته الأولى من الزواج في منزل العروس. وتسمى الغرفة التي أعدت للعروسين «سين بانج» أو «الغرفة الجديدة».عادة يظل هناك العديد من الضيوف في منزل العروس، لذلك يتم تأخير وقت النوم.
ينتظرالعريس في الغرفة عند وصول العروس في وقت لاحق من المساء.ويتم تقديم طاولة صغيرة مع النبيذ لهم قبل أن يذهبوا إلى النوم.
و العروس لا تزال ترتدي ثوبها الاحتفالي. وأنه علع العريس أن يقلع لها الزينة والفستان . ان ذلك الفستان معقد للغاية حيث أن العريس قد يقضى عدة ساعات في محاولة لخلعه إذا كان لا يعلم كيف . يريد الأقارب الأصغر سنا مشاهدة العروس والعريس من خلال ثقوب في الغرفة.و في صباح اليوم التالي، يصافح العريس أسرة العروس. بعد ذلك ينضم الأصدقاء والأقارب الشباب في غرفة ويقيموا حفلة للشرب.ويضربوا قدميهم رمزيا بعصا. ثم تقدم العروس مزيد من النبيذ والطعام لهم.في اليوم الثالث، يذهب العروس والعريس إلى بيت العريس. هذا هو العرف اليوم أيضا، ولكن لم يكن ذلك دائما. في أوقات سابقة، فإن العريس يعود إلى منزله تاركا العروس هتاك.يستمر العريس لزيارة العروس عدة مرات. ولكن لم تترك العروس منزلها بعد مراسم الزواج. كانت تسمى هذه العادة «مرور العام» أو «مرور أشهر» عندما تبقي العروس في منزلها فقط عدة أشهر.
في المدن، عندما يقيم زوجين حفل الزفاف في قاعة الزفاف العامة، فإنهم يذهبون عادة إلى شهر العسل. بعدعودتهم من شهر العسل، فإنهم يقضون ليلة واحدة على الأقل في منزل العروس ثم يذهبون إلى منزل العريس.

### حفل الزفاف في العصر الحديث
وفي يومنا هذا أصبح الزفاف الكوري مثل الزفاف الغرب حيث في المدن الكبرى، والفنادق الفاخرة يكون ' قاعات الزفاف ' أو قاعات الرقص تستخدم خصيصا لمراسم الزفاف . زينت هذه الغرف مع احتياجات الزفاف ويتم تأجيرها للأزواج. ويوجد قاعات الزفاف أخرى التي يمكن أن تستوعب العديد من حفلات الزفاف المختلفة في آن واحد. فإن العديد من الأزواج يريد في البداية حفل أكثر ' غربي ' مع ارتاء البدلة وثوب الزفاف الأبيض، ثم يبدا الزفاف التقليدي الكوري بعد الحفل الرئيسي.و لازال يوجد ليضا الزفاف التقليدي.أي فرح تقليدي يوجد في قاعة الفرح العريس، العروسة والاهل والأقارب والأصدقاء.ثم يتلون عهود الزواج لبعضهم بعض ويلتقطون صورة عائلية. وبعد الفرح يرتدون الملابس الكورية التقليدية هانبوك.

### هانبوك
هو ملابس كورية تقليدية. ويرجع أصلها إلى ممالك كوريا الثلاث القديمة وتم تحديد أشكالها وأنواعها مرورا بالعصور الوسطى والحديثة وتختلف أشكالها حسب فصول السنة وجنس مرتديها. ويحب الكوريون المعاصرون ارتداء ملابسهانبوك التقليدية في الأيام الخاصة مثل حفل الزفاف والأعياد وفي الأيام العادية يرتدي بعضهم ملابس هانبوك الحديثة التي تم تعديلها مناسبة للحياة العصرية. ويستمر مصمموا الأزياء الكورية في تقديم مختلف أنواع الملابس المأخوذة من أشكال هانبوك في عروض الأزياء العالمية مثل عرض بريتابورتيه الفرنسي.ثم يقومون بالقاء التحية لولدين احتراماً لهم.
عندما يذهب الكوريين إلى إحدى الافراح يضعون بعض الأموال في ظرف أبيض. وهي نقود تعطى في المناسبات السعيدة.هذه الثقافة تحتاج لتكلفة كبيرة لذلك للاصدقاءالمقربين يعطى نقود أقل.

### الاعدادت قبل حفلات الزفاف
تعتبر التبادلات المختلفة هامة بالنسبة لحفل الزفاف الكورية من هدايا منزلية، الهدايا من الملابس والمجوهرات بين العروس والعريس، الهدايا المقدمة إلى الاقارب من العريس، الهدايا من الاموال المقدمة من اقارب العريس للعروس، ومن أسرة العروس إلى اصدقاء العريس وتبادل الطعام والنبيذ بين العائلتين . ليس كل الممارسات تزال شائعة حتى الآن بالرغم من ذلك.
ان التبادلات التي ما زالت شائعة من تلك الطقوس هي الحرائر، التي تقدمها العروس لاقارب العريس، والتفاوض على سعر شراء صندوق الهدايا الذي يتسلم في ليلة قبل الزفاف إلى منزل العروس من قبل اصدقاء العريس. عادة، يجهز العريس مكان السكن، والعروس تجهز الجهزة المنزلية.

### قاعات الافراح
في حين يجب على قاعة فندق أو الكنيسة الإبقاء على المرونة اللازمة لحفلات الزفاف وغيرها من مناسبات، وقاعات الزفاف المستقلة القادرة على التركيز بشكل جيد على حفلات الزفاف، قد يحظر اقامة حفلات الزفاف في فنادق فاخرة من قبل الحكومة في عام 1980.لكن قد
سمح جزئيا في عام 1994، وأصبح يسمح تماما في عام 1999.
في قاعات الزفاف أكثر انشغالا، تكون تلك الافراح (باستثناء للزوجين وأسرهم) أكثر استرخاء ورخاء عادة بالمقارنة مع المعايير الغربية. قد يكون هناك قاعة بوفيه من طابق واحد، فيه الضيوف من كل الحفلات المختلفة تأتي لتناول وجبة، إما قبل أو بعد الحفل، والذي قد يستغرق مدة لا تزيد على 20 دقيقة.
ان الهدية الأكثر شيوعا للزوجين هو النقود، وفي قاعة خارج صالون الزفاف، وممثلين عن عائلات الزوجين تجمع وتسجل الاموالمقدمة للعروسين . ويعقب بعد الاحتفال الرسمي حفل بين أفراد الأسرة فقط. تحيي العروس رسميا والديها بعد حفل الزفاف. بالإضافة إلى ذلك، غالبا العريس ما يحمل أمه على ظهره ثم عروسه، وذلك يرمز قبوله لالتزاماته سواء اتجاه والدته اوزوجته.

### وليمة الزفاف والاستقبال
وليمة الزفاف الكورية الحديثة أو الاستقبال، ويمكن أن تكون مزيجا من الثقافات التقليدية والغربية. في وليمة الزفاف التقليدية يتوقع أن تجد بولجوجي (لحوم البقر الشواء المقطعة المنقوعة في صوص الباربكيو)،(اضلاع قصيرة)، ومجموعة متنوعة من الكيمتشي (الكرنب المخلل مع مجموعة متنوعة من التوابل، مع غيرها من المكونات مثل الفجل والمأكولات البحرية). سيكون هناك العديد من الأطباق المرفقة معه من الصلصات للغمس. ويرافق الوجبة دائما الكم الهائل من البيض، والأرز المسلوق وكذلك الكيمباب، الذي يتكون من الأرز، والبيض ، والسبانخ ، واللحوم، سرطان البحر، الفجل المخلل ، وغيرها من المكونات من الأعشاب البحرية ، الزلابية المليئة بالملفوف، والجزر ، واللحوم ، والسبانخ ، والثوم ، والبصل، والثوم المعمر ، والنودلز.
قد تكون هذه الزلابية المقلية أو على البخار . وسيتم تقديم الحساء ، وكثير ما يقدم نوع من الكيمتشي ، أو كعكة الأرز (الزلابية معالأرز مع مرق الدجاج) أو، وحساء فول الصويا المخمر. أيضا له شعبية كبيرة هو الحساء المغلي مع الأنشوجة المجففة والخضار والحساء من السبانخ المجففة والفجل شرائح أو الأعشاب البحرية المجففة. يتم طبخ كعك الأرز على البخار، وتزين أحيانا بأوراق المرمية العطرية أو مع الصويا المحمصة والشعير أو دقيق كغذاء طقوس لذيذ. وسيتم تقديم مجموعة كبيرة ومتنوعة من الفواكه ، مثل الكمثرى الكورية والمعجنات للحلوى. تستخدم ملعقة وعيدان لتناول الطعام

#### نبات المرمية
يستخدم في كل من كوريا الشمالية وكوريا الجنوبية) في الحساء والسلطة، يسمى بالإنجليزية mugwort والكورية (쑥).ان الحساء التقليدية التي تحتوي على نبات المرمية والمحار يسمى بالكورية (쑥국)، وتصنع في الربيع من النباتات الصغيرة فقط قبل أن تتفتح. وتوجد أيضا في طبق آخر يسمى بالكورية (쑥버 물)، حيث تختلط مع دقيق الأرز والسكر والملح والماء على البخار.
تعد هذه النباتات عنصر مشترك في كعك الأرز، والشاي والحساء، والفطائر. يعرف بمطهر للدم ويعتقد أن لها خصائص طبية مختلفة اعتمادا على المنطقة التي يتم جمعها. في بعض المناطق، تخفف الدم، بينما في منطقة أخرى، يزعم أن لها خصائص الهلوسة، مما تسبب في بعض (الامتصاص الجلدي) مع المواد الكيميائية النشطة. لهذا السبب، فإن بعض الكوريين يرتدوا الأكمام من الحرير عند اختيار هذه النباتات.

### الاعدادت الحالية
اعتبارا من عام 2009، وفقا لمركز الإحصاء الوطنى الكوري، فإن متوسط سن الزواج الأول هو 31.6 للرجال و 28.7 للنساء] وفي عدد كبير من الزيجات، والذكور هو أكبر سنا من الإناث. هذا التفاوت سن عادة ما يكون متعمدا. في عام 2013، فإن متوسط تكلفة حفل زفاف لكل شخص تجاوز ون 50000000.

## الزواج بين الكوريين وغير الكوريين
في السنوات الأخيرة ، ازداد عدد الزيجات المختلطة في كوريا بشكل كبير نتيجة لعدد من العوامل، من بينها سفر عدد كبير من الكوريين الذين يدرسون في الخارج وعدد الرجال الغير قادرين على العثور على زوجة كورية لهم ، ويتزوجوا من اجانب . بينما أصبح العالم أكثر ترابطا مع تطور شبكة الإنترنت ، ومواقع التعارف عن طريق الإنترنت أو مواقع الشبكة الاجتماعية تسهل وسيلة التواصل. تشكل الزيجات الدولية الآن أكثر من 9 ٪ من جميع الزيجات في كوريا. والجزء الأكبر من الزيجات «المختلطة» هي بين الرجال والنساء الأجنبيات الغير كورية.ولكن هناك أيضا العديد من النساء الكوريات بتزوجن من رجال من بلدان أخرى.
تاثر بالثقافة الكونفوشيوسية والتقاليد القائمة على كوريا، كان هذا النوع من الزواج نادرا لكن في الآونة الأخيرة ، هناك زيادة في عدد تلك الزيجات . تختلف ظروف هذا الزواج تبعا لجنس الزوج الكوري فضلا عن حالته المادية والاقتصادية . لقد تضاعف ثلاث مرات الزواج الدولي في كوريا منذ عام 2003 مع عدد من زيجات الأجانب الذين يبلغ عددهم حوالي125000 في عام 2012 ما يقدر ب 8%، لا سيما في المناطق الريفية. في عام 2012 هناك 681 144 حالات زواج مسجلة من 512 031 (74.8 ٪) زوجات و 19 650 (25.2 ٪) المتزوجات من أجانب . كان هناك 29 762 حالة زواج بين الأعراق التي تجعل حوالي 9.0 ٪ من إجمالي عدد الزيجات في كوريا الجنوبية.ان جنسية العرائس غير الكورية تختلف عن فيتنام (34.3 ٪)، والصين (33.9 ٪)، الفلبين (9.3 ٪).
إن التفسير الأكثر شيوعا لهذه الظاهرة هو أن هناك نقص في النساء من كوريا الجنوبية الذين هم على استعداد أن يتزوجن الرجال الذين يعيشون في المناطق الريفية. لأنه ليس هناك نقص في عدد السكان من النساء في المناطق الريفية في كوريا الجنوبية ، وبعض الرجال يعتمدون على وسطاء وكالات الزواج لإقامة الزواج مع العروس ومعظمهم من دول شرق آسيا غالبا.وغالبا ما يتم ترتيب الزواج بين الرجال الكوريين الجنوبيين والنساء الأجنبيات من قبل سماسرة الزواج أو الجماعات الدينية الدولية. يد فع الرجال مبلغ من المال مقابل هذا ويقابلوا النساء لحظة وصولهم إلى كوريا الجنوبية . هناك أدلة متزايدة تشير إلى أن هناك مستوى أعلى إحصائيا من الفقر والعنف والطلاق في الرجال الكوريين المتزوجين من نساء أجنبيات .
حاليا أصبح الطلاق بين الكوريين والأزواج الأجانب يشكلون 10 ٪ من إجمالي نسبة الطلاق الكورية. على الرغم من أن هذه الزيجات يمكن أن تنجح ، في بعض الحالات تتعرض الزوجات المهاجرات لسوء المعاملة ، يساء فهمها وتنفصل عن زوجها الكوري.
في نوفمبر 2009، حذر السفير الفلبيني لكوريا الجنوبية لويس كروز النساء الفلبينيات من الزواج من الرجال الكورية. وقال انه في الأشهر الاخيرة ان السفارة الفلبينية في سيول تلقت شكاوى من زوجات الفلبينيين من الانتهاكات التي ارتكبها أزواجهن الكورية الخاصة بهم التي تسبب الانفصال والطلاق والهجرة. أصبحت الاختلافات اللغوية والثقافية قضية العديد من العرائس الأجنبيات بل وأيضا يعانون من الاختلافات الثقافية وسوء المعاملة التي تؤثر أيضا على الاندماج الاجتماعي لأطفالهم . يواجه أطفال اسر الزواج بين الأعراق المختلفة أزمة الهوية لصعوبة لاستيعابهم في المجتمع الكوري . ولسوء النظرة الاجتماعية السلبية لوكالات الزواج الأجنبية والعرائس موجودة أصبح يعتنى هؤلاء الأطفال من نقص الشعور بالانتماء .
ان الزواج بين الأعراق في كوريا يعود إلى ما لا يقل عن فترة الممالك الثلاث. سجلات عن تلك الفترة، ولا سيما في مملكة غايا، تشير إلى أن 48 ق م، تولى الملك كيم سورو ملك غايا (سلف من عشيرة كيم جيمهاي) أخذ أميرة (هيو هوانج أوك) من «ايوتا الأمة» (الاسم الكوري لمدينة ايوديا في شمال الهند) وعروسه الملكة.
في وقت لاحق، خلال وصول المسلمين في كوريا في العصور الوسطى، واستقر عدد من العرب والفارسين ومنتركيا من اجلل الملاحة والتجارة في كوريا. أخذوا زوجات الكورية المحلية، وأنشأ عدة قرى مسلمة. بعض الاستيعاب في البوذية والشامانية عقدت في النهاية، وذلك بسبب العزلة الجغرافية في كوريا من الإسلام. يدعى اثنين أو ثلاثة على الأقل من العشائر الكورية الكبرى اليوم النسب من أسر مسلمة.

## الطلاق
هو انفصال الزوجين عن بعضهما بطريقة منبثقة من الدين الذي يدينان به ويتبع ذلك إجراءات رسمية وقانونية. وقد يتم باتفاق الطرفين، أو بإرادة أحدهما، وهو موجود لدى العديد من ثقافات العالم.
يعتبر الطلاق حالياً واحدة من أهم القضايا. قديما كان يعتبر الطلاق غير موجود إلا إنه انتشر بكثرة مؤخرا خلال عام 1970 .

### الطلاق فيكوريا قبل التاريخ
تاريخيا غير موجود تقريبا، وأول ما ظهرت بأعداد كبيرة خلال 1970s.

### الطلاق في كوريا حديثا
أصبح الآن أكثر انتشار . تغير وجهة النظر كثيرا تجاه الطلاق، كما في قضايا أخرى مثل الزواج، والإنجاب، والمعاشرة، وتظهر كوريا الجنوبية في مخاض التحول الاجتماعي. اعتبارا من عام 2004، 458 الأزواج الطلاق كل يوم، بمتوسط عمر 41.3 سنة للرجال و 37.9 سنة للنساء.

### الطلاق فيالمسيحية
لكنه غير موجود لدى أتباع الكنيسة الكاثوليكية لكنه ينفذ منذ اصطدام ملك إنجلترا بالبابا بالعصر الفكتوري.
احصائيات
بلغ عدد حالات الطلاق 114707 في عام 2012 .
بدأ الثنائي كالة الزواج الكورية الجنوبية الأولى إعلانا خدماتها الزواج في عام 2006.
ارتفع عدد حالات الطلاق في كوريا الجنوبية بنسبة 0.7 في المئة على أساس سنوي في عام 2012، مع عدد أقل من الأزواج ربط عقدة ، أظهرت بيانات المحكمة الاحد.وفقا لبيانات من قبل المحكمة العليا ، وكان البلد 114781 حالة طلاق في العام الماضي ، مقارنة مع 114707 في العام السابق. في المقابل، انخفض عدد الزيجات 0.7 في المئة عن العام السابق ل 329220 في عام 2012 .
شكلت الأزواج الذين كانت متزوجة لمدة 20 سنوات أو أكثر لأكبر جزء من إجمالي حالات الطلاق في 26.4٪ مع تلك مع حياة الزواج من أقل من أربع سنوات القادمة المقبلة مع 24.6 في المئة.
وقد تم الطلاق العمرية الأكبر سنا ، على حدوث زيادة مطردة في البلاد، مع نسبة ترتفع إلى 24.8 في المئة في 2011 من 23.8 في المئة في عام 2010، 22.8 في المئة في عام 2009 و 23.1 في المئة في عام 2008.
وكانت خلافات شخصية السبب الأعلى لل حالات الطلاق في العام الماضي ، مع أسباب أخرى بما في ذلك الصعوبات الاقتصادية والزوج الكفر ، وفقا للبيانات .

### إعادة الزواج
أصبحت أكثر شيوعا في كوريا الجنوبية. وفقا ل إحصاءات الحكومة الكورية الجنوبية ذكرت في صحيفة كوريا تايمز ، وعدد من تكرار الزواج يرتفع إلى 16.1 ٪ لتصل إلى 44355 ٪ في عام 2004.
. وقد تضاعف عدد المسنين الكوريين الزواج مرة أخرى منذ عام 1995.

## اختلاف الأفراح بين كوريا الجنوبية والشمالية
منذ 1960، فإن الحكومة كوريا الجنوبية كانت تعارض الانفاق «المفرط» على طقوس الزفاف ومآدب الزفاف المكلفة إهدارا للمال. وبالتالي، وضعت الحكومة القوانين الخاصة لجعل حفلات الزفاف أرخص.
في كوريا الشمالية، أصبحت حفلات الزفاف الباذخة المعتادة أيضا تحت الاشتباه في نفس الوقت تقريبا. بالإضافة إلى التبذير، كان ينظر إليها على أنها هدامة سياسياً. لكن تغير الوضع فقط في 1980، عندما قررت السلطات "بيونغ يانغ " إلى الاعتماد على الروح الوطنية بكثافة أكثر - وبدأت في تعزيز 'العادات التقليدية الجيدة ".في نفس الوقت تقريباً بدأ الجنوب لتخفيف نهجها لتقاليد الإسراف.
ومع ذلك، كانت حفلات الزفاف في الواقع باهظة الثمن. ووفقاً للتقاليد، كانت عائلة العريس عليهما مكان لإقامة بينما كان أقارب العروس عليهم توفير الأثاث والأدوات المنزلية. في الوقت الحاضر، يعيش معظم الناس في بيوت تابعة للدولة ويتم تأجيرها مقابل مبلغ رمزي بدلاً من مبلغ كبير من المال (حتى بعد التغييرات الأخيرة، لا تزال منخفضة الإيجار وفقا لمعايير معظم البلدان الأخرى).juiyv
وبالتالي، يقع عبء كبير على أسرة العروس، والذي تبدأ في التحضير لحفل زفاف ابنته، الفتاة لا تزال في سن المراهقة لها. تتيح للأسر أكثر رخاء الأثاث والمستلزمات المنزلية الأخرى، مثل بعض من 'الأجهزة السبع' -التي تعد مظاهر من الازدهار في الشمال-تتضمن قائمة هذه الأجهزة تلفزيون، ثلاجة، شريط مسجل، غسالة، مروحة، وكاميرا وآلة الخياطة. ومع ذلك، في معظم الحالات، يجب على عائلة العروس ان تقتصر على أواني المطبخ والبطانيات فقط.
في المناطق الداخلية من كوريا الشمالية، حيث تعتبر البطانيات من الضروريات اللازمة للراحة والديكور. هناك نكتة شعبية تنص على أن أذهب إلى حفلات الزفاف للضيوف لإلقاء نظرة على البطانيات بدلا من أن ننظر إلى العروس!
وكقاعدة عامة، توفر عائلة العروس العريس بدلة الزفاف، وعائلة العريس، بدورها، توفر فستان للعروس والفستان ليس تكلفته قليلة في الشمال. ومن المتوقع أيضا أن الضيوف تقدم الهدايا النقدية. وينظر إلى ما يقرب من 10-15٪ من متوسط الراتب الشهري كمساهمة كافية، وعلى الأصدقاء والأقارب دفع مبلغ أكبر. بالنسبة إلى كورية الجنوبية، فإن المبلغ يعادل 150-200,000 وون، أكثر بكثير من معظم أسر الجنوب، عندما يذهبون إلى حفلات الزفاف. في الماضي، كان حفل زفاف سببا كافيا لطلب المزيد خاصة من الخمور والأرز. ومع ذلك، فإن الأزمة الاقتصادية الاخيرة قد غيرت الوضع. في عام 1990، حيث استأنفت السلطات حملة لتنظيم حفلات الزفاف بسعر مقبول. ومن بين أمور أخرى ايضاأن حفلات الزفاف يجب أن لا تستخدم أكثر منd 5 كيلو من الأرز. حتى إذا ما أخذنا في الاعتبار أن في كوريا الشمالية3s حفلات الزفاف تميل إلى أن تكون أصغرعن نظرائهم في كوريا الجنوبية حيث يصل عدد الضيوف من 30-40 فرد، ولكنه يضع المضيفين تحت ضغطا كبيرا.
ومع ذلك، حاليا أصبحت كورية الشمالية بشكل كبير عاجزة وغير قادرة على تنفيذ هذه القيود. والعائلات الغنية لا يهتمون كثيرا حول هذه القيود. بينما، فإن غالبية الفقراء يجب أن يكونوا مقتصدين لان أسعار السوق باهظة للغاية عليهم. في الواقع، أصبحت كوريا الشمالية مجتمع حيث المال، ليس أي ارتباطات أو «الأصل الاجتماعي» للفرد الذي يحدد للمرء مكانته الاجتماعى ية.